# Ardrossan
Ardrossan (en gaèlic escocès: Àird Rosain) és un poble costaner del consell de North Ayrshire, al sud-oest d'Escòcia. Al cens de 2011 tenia 11 024 habitants.

## Història
Els inicis de la ciutat, es remunten a la construcció del castell de "Cannon Hill" per Simon de Morville l'any 1140 d. C. El castell i les seves terres van passar a les mans de la Família Barclay i els seus successius membres fins al segle xiv, quan Godfrey Barclay de Ardrossan va morir sense descendència. El castell es va mantenir en peus fins a 1648, quan les tropes d'Oliver Cromwell ho van destruir i van usar la seva pedra per aixecar la seva ciutadella en Ayr.
Ardrossan es va desenvolupar molt ràpidament durant els segles XVIII i XIV gràcies a la seva posició costanera. Exportacions de carbó i arrabio provinents d'Europa i Amèrica del nord arribaven al seu port, que va acabar convertint-se en una important drassana. Construïen principalment vaixells pesquers i els petits bucs mercants fins que en la dècada dels cinquanta en les drassana va tancar per falta de competitivitat. Una drassana menor va seguir operant fins a 1980, quan va cessar la producció totalment.
Durant la Segona Guerra Mundial l'empresa Shell-Mex va construir una refineria de petroli a la ciutat per proveir una fàbrica de tancs de combustibles per a avions, la qual cosa va fer que s'ampliés el port per construir també un embarcadero per a petroliers. No obstant això, les protestes dels residents locals durant la dècada dels seixanta va impedir l'ampliació de la refineria i el consegüent cessament d'operacions de Shell-Mex a la regió en 1986. Actualment el port s'ha convertit en un passeig marítim i en un port esportiu.

## Energia
Ardrossan es troba prop de les centrals nuclears Hunterston A i Hunterston B. La ciutat és mantinguda per un parc eòlic, obert en 2004, que genera 30 Mega-Watts (MV) d'energia.

## Ciutadans il·lustres
- El físic John Kerr.[4]
- El futbolista Roy Aitken.
- Els polítics Peter Duncan i Campbell Martin.

## Altres llocs amb el mateix nom
- Ardrossan, Austràlia.
- Ardrossan, Alberta.